# أوسكار تريجو
أوسكار تريجو (بالإسبانية: Oscar Trejo)‏ (26 أبريل 1988 بسانتياغو ديل استيرو في الأرجنتين - ) هو لاعب كرة قدم أرجنتيني في مركز الهجوم. لعب مع بوكا جونيورز ورايو فايكانو وريال سبورتينغ خيخون وريال مايوركا ونادي إلتشي ونادي تولوز.

## وصلات خارجية
- أوسكار تريجو على موقع قاعدة بيانات كرة القدم.إي يو (الإنجليزية)
- أوسكار تريجو على موقع ليكيب (الفرنسية)
- أوسكار تريجو على موقع Soccerway.com (الإنجليزية)
- أوسكار تريجو على موقع عالم كرة القدم.نت (الإنجليزية)
- أوسكار تريجو على موقع AS.com (الإسبانية)